# You'll Be Alright, Kid
You'll Be Alright, Kid è  il primo album in studio del cantante statunitense Alex Warren, pubblicato il 18 luglio 2025 dall'Atlantic Records.

## Tracce
Disco 1 - You'll Be Alright, Kid
1. Eternity – 3:09
2. The Outside – 3:03
3. First Time on Earth – 2:41
4. Bloodline (con Jelly Roll) – 3:02
5. Never Be Far – 3:17
6. Ordinary – 3:06
7. Everything – 2:48
8. Getaway Car – 3:04
9. Who I Am – 3:22
10. You Can't Stop This – 2:41
11. On My Mind (con Rosé) – 3:09

Disco 2 - You'll Be Alright, Kid (Chapter 1)
1. Burning Down – 2:59
2. Catch My Breath – 3:12
3. Carry You Home – 2:46
4. Troubled Waters – 3:17
5. Heaven Without You – 3:22
6. Before You Leave Me – 2:56
7. Save You a Seat – 3:17
8. Chasing Shadows – 2:44
9. Yard Sale – 2:54
10. You'll Be Alright, Kid – 2:29